# Musée maritime des Grands Lacs
Le Musée maritime des Grands Lacs (en anglais : Marine Museum of the Great Lakes) est un petit musée consacré à l'histoire marine des Grands Lacs. Il est un lieu historique national du Canada depuis 1978 . Il expose le NGCC Alexander Henry, ancien brise-glace et baliseur de la Garde côtière canadienne depuis 1985.

## Historique
Le musée maritime de Kingston a été créé le 29 août 1975 dans le but de collecter, de conserver et d'exposer des artefacts liés à l'histoire marine des Grands Lacs, à la navigation et à la construction navale, de construire une zone d'exposition pour des expositions spéciales de caractère marin et non marin, encourager la participation du public aux événements et activités, créer un centre de ressources marines contenant du matériel d'archives, des livres, des publications, des articles éphémères et des articles pour permettre des activités de recherche liées à l'histoire marine des Grands Lacs par le public, les étudiants, les chercheurs et les historiens et pour développer des programmes éducatifs.
Le musée est situé à la cale sèche de Kingston (Kingston Dry Dock) de 1892 , un lieu historique national canadien à Kingston . Il ne devrait pas être confondu avec le Kingston Royal Naval Dockyard (en), autre lieu historique national qui était une base navale britannique et la maison de la Marine provinciale d'alors.
Autrefois importante installation de construction et de réparation de navires sur les Grands Lacs, la cale sèche de Kingston a été construite en 1890 par le gouvernement fédéral canadien dans la circonscription locale du premier ministre canadien Sir John A. Macdonald. Ouvert en 1892 par le ministère des Travaux publics comme installation de réparation pour les bateaux du lac, la cale sèche a fourni un accès de travail à sec au navire sous la ligne de flottaison.
La cale sèche d'origine en calcaire de 85,3 mètres a été allongée à 115,2 mètres à l'aide de béton et louée en 1910 à la Kingston Shipbuilding Company pour être exploitée par des entreprises privées jusqu'en 1968. Pendant la Seconde Guerre mondiale, des navires de guerre, notamment des corvettes, ont été construits dans cette cale sèche.
Le site se compose d'un bâtiment principal en pierre calcaire solide de 1891 qui abrite les pompes et les moteurs de la cale sèche, un bâtiment annexe ajouté en 1915 et un petit bâtiment autonome ajouté en 1938. La cheminée en pierre carrée distinctive du chantier naval s'élève à 90 pieds au-dessus du front de mer du centre-ville.

## Installations et collections
Les bâtiments de Kingston Dry Dock ont été convertis en musée ouvert toute l'année dans les années 1970. Le navire canadien à la retraite de la Garde côtière NGCC Alexander Henry a été mis hors service en 1985 et ajouté au site en 1986 en tant que navire-musée.
Le musée se compose de sept galeries. La galerie temporaire présente des expositions changeantes et les six galeries permanentes comprennent la galerie Donald Page, qui examine plusieurs histoires, notamment l'ère de la voile sur les Grands Lacs, la vie de marin et l'évolution de la technologie des navires. Cette pièce était autrefois la salle des compresseurs d'air et des outils des chantiers navals. La plus récente galerie, la galerie Eco, explore des questions telles que la pollution, le détournement et la conservation de l'eau, les espèces envahissantes et le développement durable en ce qui concerne les Grands Lacs. La Shipwreck Gallery mène depuis les débuts de la construction navale en bois jusqu'à la construction de "Lakers" modernes. Cette pièce était autrefois la salle Dynamo du chantier naval. La Calvin Gallery couvre Garden Island, où la famille Calvina dirigé une entreprise de construction navale et d'exploitation forestière et comprend des histoires du passé maritime de Kingston. C'était la chaufferie du chantier naval. La Pump Room explore la complexité de l'exploitation d'une cale sèche de construction navale. Les pompes et les moteurs de cette salle servaient à vidanger la cale sèche et à déplacer la porte du caisson du quai.

## Galerie

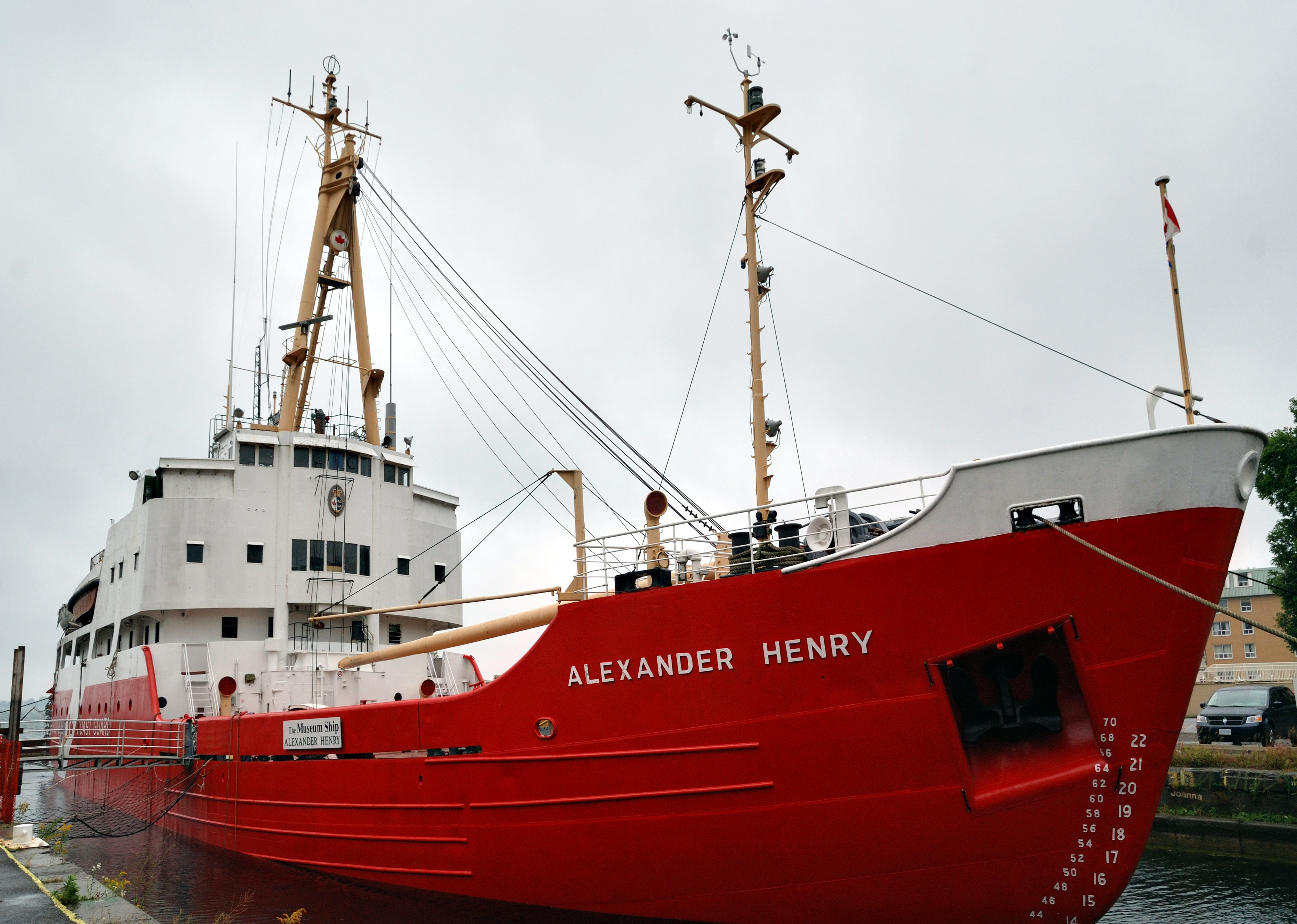
NGCC Alexander Henry
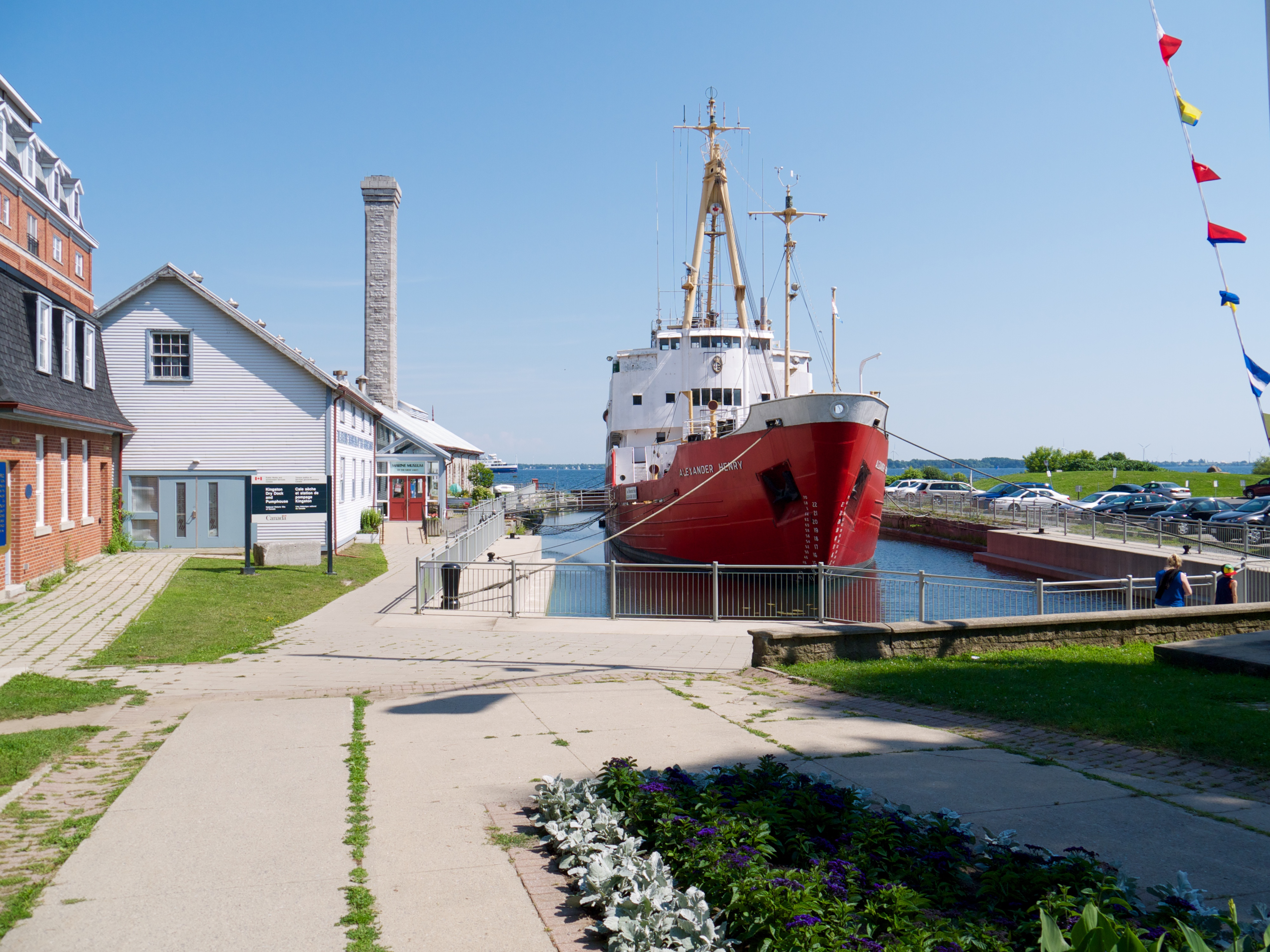
Alexander Henry devant le musée
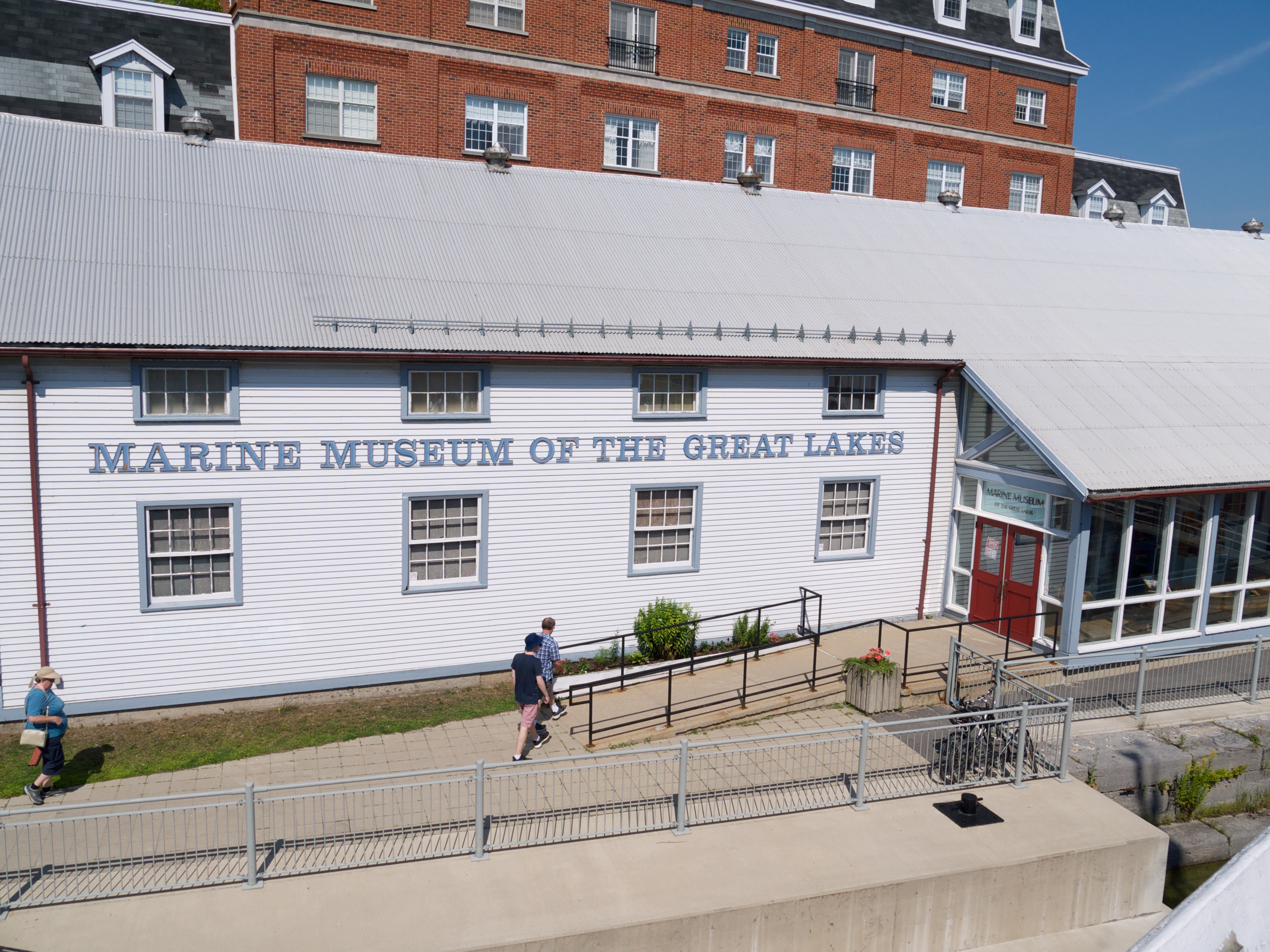
Musée maritime des Grands Lacs